# Trindade (Goiás)
Trindade – miasto i gmina w Brazylii leżące w stanie Goiás. Gmina zajmuje powierzchnię 710,33 km². Według danych szacunkowych w 2016 roku miasto liczyło 119 385 mieszkańców. Położone jest około 25 km na zachód od stolicy stanu, miasta Goiânia, oraz około 230 km na południowy zachód od Brasílii, stolicy kraju. 

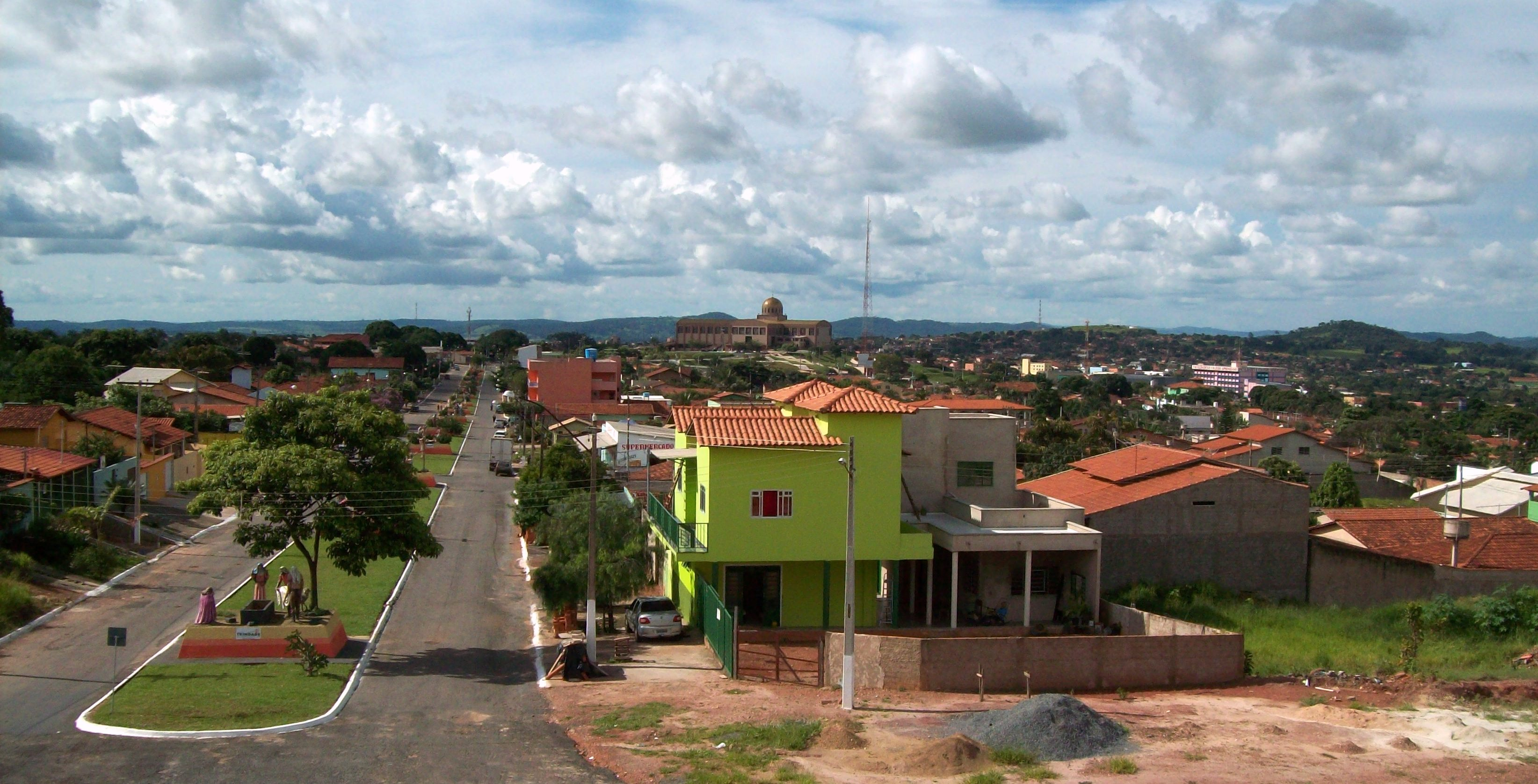
Widok na miasto

Około 1840 roku na tym terytorium istniało osiedle miejskie zwane Barro Preto. Podobno w jego otoczeniu, w cegielni należącej do Constantino Xavier Maria, znaleziono glinianą tabliczkę z małym wizerunkiem przedstawiającym koronację Matki Boskiej przez Trójcę Świętą. W 1843 roku w miejscu tym początkowo zbudowano prowizoryczną kaplicę kaplicą, a w 1866 roku zbudowano nową kaplicę z sanktuarium, która istnieje do dziś. Obecnie prawdopodobnie sanktuarium w Trindade jest jedynym miejscem na świecie, gdzie jest czczona figura Boga Ojca. 
W 2014 roku wśród mieszkańców gminy PKB per capita wynosił 13 904,47 reais brazylijskich.